# Ransom: stato di emergenza per un rapimento
Ransom: stato di emergenza per un rapimento (Ransom) è un film del 1974 diretto da Casper Wrede.

## Trama
Nils Tahlvik, un testardo poliziotto scandinavo, deve gestire il rapimento di un diplomatico da parte dei terroristi.

## Home video
In Italia il film è stato distribuito su DVD e Blu Ray nel 2011 dalla Eagle Pictures.